# Соболева, Ирина Игоревна
Ирина Игоревна Соболева (род. 18 мая 2000 года, Санкт-Петербург) — российская волейболистка, центральная блокирующая.

## Биография
Родилась 18 мая 2000 года в Санкт-Петербурге. Начала заниматься волейболом в 8-летнем возрасте.
С 2015 по 2022 год выступала за команду «Северянка-2 / Смена».
В 2017—2018 годах выступала за юниорскую и молодёжную сборные России.
С 2022 года играла за «Протон», в составе которого стала бронзовым призёром чемпионата России. Дебютировала в Суперлиге 27 ноября 2022 года в матче против «Динамо—Ак Барс». С 2024 играла за «Омичку», а в 2025 перешла в «Заречье-Одинцово».

## Достижения

### Со сборной
- Чемпионка Европы среди девушек 2017
- Бронзовый призёр Европейского юношеского Олимпийского фестиваля 2017
- Бронзовый призёр чемпионата мира среди девушек 2017
- Серебряный призёр чемпионата Европы среди молодёжных команд 2018

### С клубами
- Бронзовый призёр чемпионата России 2023